# Bildstein von Smiss (Garda)
Der Bildstein von Smiss im Kirchspiel Garda auf der schwedischen Insel Gotland ist ein in die 200 Jahre währende, mittlere Periode der drei Bildsteinepochen fallendes Exemplar, deren Hauptmerkmal die Verwendung von Tiermotiven ist.
Zwischen 500 und 700 n. Chr. entstand auf Gotland der erste, gegenständliche Elemente verwendende Bildsteinstil, mit Steinen vom so genannten Typ 2. Die Zeichnungen wurden nicht mehr ausschließlich geometrisch wie vorher, nicht völlig bildhaft wie nachher und nicht flächig angelegt, sondern als Umrisslinien geritzt. Einige Steine sind beidseitig identisch geritzt.
Die Steine der Epoche sind allgemein klein und werden deshalb auch Zwergsteine genannt – der Stein von Smiss ist 73 cm hoch. Dominierendes Motiv ist ein entenähnlicher Vogel und ein stark schematisiert gezeichnetes Boot mit einer vertikal gestellten Axt, die von ihrer Position her auch als axtförmiges Segel beschrieben wird. Der Rand ist mit einem so genannten „winkelgebrochenen Muster“ versehen. Ein völlig gleichartiger, jedoch nur 55 cm hoher Stein (Broa VII) stammt aus dem Kirchspiel Halla. Die Steine stehen heute in Gotlands Fornsal in Visby.